# Daniel Andersson (ur. 1972)
Daniel Andersson (ur. 18 grudnia 1972 w Bjuv) – szwedzki piłkarz grający na pozycji bramkarza.

## Kariera klubowa
Andersson profesjonalną karierę zaczynał w mało znanej drużynie Bjuvs IF. Kolejnymi zespołami, w których występował były Ramlösa BoIS, Ängelholms FF, Kalmar FF i Högaborgs BK. W 1998 roku trafił do Trelleborgs FF, a dwa lata później do AIK Fotboll. W latach 2003–2004 przebywał w szkockim Hibernian F.C., jedynym klubie zagranicznym, w którym miał okazję grać. Zaliczył w nim 41 występów i wrócił do Szwecji. Podpisał umowę z Helsingborgs IF, w którym, z roczną przerwą (2010 rok) na grę w Ängelholms FF, występuje do tej pory.

## Kariera reprezentacyjna
W reprezentacji Szwecji zadebiutował 1 lutego 2001 roku w towarzyskim meczu przeciwko Finlandii. Na boisku przebywał przez pełne 90 minut. Był to jego jedyny występ w reprezentacji.
| Mecze i gole w reprezentacji | Mecze i gole w reprezentacji | Mecze i gole w reprezentacji | Mecze i gole w reprezentacji | Mecze i gole w reprezentacji | Mecze i gole w reprezentacji | Mecze i gole w reprezentacji |
| #                            | Data                         | Stadion                      | Rywal                        | Wynik                        | Gol                          | Rozgrywki                    |
| 2001                         | 2001                         | 2001                         | 2001                         | 2001                         | 2001                         | 2001                         |
| ---------------------------- | ---------------------------- | ---------------------------- | ---------------------------- | ---------------------------- | ---------------------------- | ---------------------------- |
| 1.                           | 01.02.2001                   | Jönköping, Szwecja           | Finlandia                    | 0:1                          | 0                            | towarzyski                   |

## Sukcesy
- Mistrz Szwecji: 2011 (Helsingborgs)
- Puchar Szwecji: 2006, 2011 (Helsingborgs)
- Superpuchar Szwecji: 2011, 2012 (Helsingborgs)